# بورغهولتسهاوزن
برغهولزهاوزن (بالألمانية: Borgholzhausen) هي بلدة ألمانية تقع في ألمانيا في غوترسلوه.  يقدر عدد سكانها بـ 8,684 نسمة .

## المدن التوأمة
مدن لوسنيتس و نيو هيفن هي مدن توأمة لـبرغهولزهاوزن.